# 5989 Sorin
Az 5989 Sorin (ideiglenes jelöléssel 1976 QC1) a Naprendszer kisbolygóövében található aszteroida. Nyikolaj Sztyepanovics Csernih fedezte fel 1976. augusztus 26-án.